# Emma Samms
Emma Samms, właściwie Emma Elizabeth Wylie Samuelson (ur. 28 sierpnia 1960 w Londynie) – brytyjska aktorka telewizyjna i filmowa, modelka i scenarzystka żydowskiego pochodzenia.

## Życiorys

### Wczesne lata
Urodziła się Londynie jako jedna z dwóch córek i czworga dzieci tancerki londyńskiej Królewskiej Szkoły Baletowej Madeleine U. (z domu White) Samuelson i właściciela wypożyczalni sprzętu filmowego Michaela E. W. Samuelsona. Jej dziadek George Berthold Samuelson był producentem filmu niemego.
W wieku dwóch lat rozpoczęła naukę tańca. W 1970 roku jej młodszy brat Jamie (ur. 1961) zmarł na nieuleczalną chorobę. Mając 10 lat trafiła do Royal Ballet Theatre w Londynie.
W wieku szesnastu lat uległa kontuzji stawu biodrowego. Po ukończeniu szkoły pielęgniarskiej i praktyce w pogotowiu ratunkowym, rozpoczęła karierę fotomodelki (163 cm wzrostu) dla japońskiej firmy kosmetycznej w Tokio. 

### Kariera
Zadebiutowała na dużym ekranie rolą księżniczki Zuleiry w baśniowym filmie fantasy Przygoda arabska (Arabian Adventure, 1979) i adaptacji powieści Jackie Collins Wczorajszy bohater (Yesterday's Hero, 1979) u boku Suzanne Somers.
Po występie w telewizyjnym melodramacie przygodowym sci-fi „Goliat” czeka (Goliath Awaits, 1981) z Markiem Harmonem i Kirkiem Cameronem, zagrała Holly Sutton Scorpio w operze mydlanej ABC Szpital miejski (General Hospital, 1982-85, 1992-93, 2006).
Sławę międzynarodową przyniosła jej kreacja Fallon Carrington Colby, córkę Blake’a i Alexis oraz żonę Jeffa (w zastępstwie za Pamelę Sue Martin) w operze mydlanej ABC Dynastia (1985-89) oraz spin-off Dynastia Colbych (The Colbys, 1985-87) i sequelu Aaron Spelling Productions Dynastia: Pojednanie (Dynasty: The Reunion, 1991).
Dla odmiany zagrała czarny charakter Grayson Louder w serialu Agencja modelek (Models Inc., 1994-95). Pojawiła się potem gościnnie w serialach: NBC Moi dwaj tatusiowie (My Two Dads, 1989), ABC Nowe przygody Supermana (Lois & Clark: The New Adventures of Superman, 1994), CBS Diagnoza morderstwo (Diagnosis Murder, 1994), BBC Szpital Holby City (Holby City, 2003) i operze mydlanej BBC Lekarze (Doctors, 2005).

### Życie prywatne
W 1979 roku założyła organizację Starlight Children's Foundation, która spełnia ostatnie życzenia umierających dzieci.
W latach 80. była związana z Jonathanem Prince, Marvinem Hamlischem (1980-81), Johnem Stamosem (1983), Jonem-Erikiem Hexumem (1984), Tristanem Rogersem (1984-85) i Kinem Shrinerem (1999). Była trzykrotnie mężatką; z Bansi Nagji (od 23 lutego 1991 do 27 maja 1992), Timem Dillonem (1994–1995) i Johnem Hollowayem (1996-2003), z którym ma syna Camerona (ur. 1997) i córkę Beatrice (ur. 30 marca 1998).

## Filmografia

### Filmy fabularne
- 1979: Wczorajszy bohater (Yesterday's Hero) jako Candy
- 1979: Przygoda arabska (Arabian Adventure) jako księżniczka Zuleira
- 1990: Krewetka na haczyku (The Shrimp on the Barbie) jako Alex
- 1991: Ach, stuknięty!/Majaki (Delirious) jako Rachel Hedison/Laura Claybourne
- 1993: Zgubne dziedzictwo (Fatal Inheritance) jako Bridgid O’Toole
- 1994: Ostatnia podróż (Terminal Voyage) jako Becker
- 1998: Mały jednorożec (The Little Unicorn) jako Lucy Regan
- 1999: Pieszczone zwierzęta (Pets) jako Rebecca
- 2002: Przygody Tomcio Palucha i Calineczki (The Adventures of Tom Thumb and Thumbelina) jako Shelley Beetle
- 2005: Marksman (The Marksman) jako Amanda Jacks

### Filmy TV
- 1980: Bardziej Dziki Dziki Zachód (More Wild Wild West) jako Mirabelle
- 1981: Goliat czeka (Goliath Awaits) jako Lea
- 1989: Jankes na dworze króla Artura (A Connecticut Yankee in King Arthur's Court) jako królowa Ginewra
- 1989: Dama i rozbójnik (The Lady and the Highwayman) jako Barbara Castlemaine
- 1989: Tragedia w trzech aktach (Murder in Three Acts) jako Jennifer 'Egg' Eastman
- 1991: Dynastia: Pojednanie (Dynasty: The Reunion) jako Fallon Carrington Colby
- 1991: Cała w klejnotach (Bejewelled) jako Stacey
- 1992: Cień obcego (Shadow of a Stranger) jako Sarah Clinton
- 1992: Iluzje (Illusions) jako Laura Sanderson
- 1993: Szkodliwe intencje (Harmful Intent) jako Bridgid O’Toole
- 1994: Niebezpieczne piękno (Treacherous Beauties) jako Anne Marie Kerr
- 1996: Humanoidy z głębiny (Humanoids from the Deep) jako dr Drake
- 2002: Wyścig z mordercą (Pretend You Don't See Her) jako Lacey Farrell
- 2003: Duchy Albiona: Dziedzictwo (Ghosts of Albion: Legacy) jako królowa Bodicea (głos)
- 2004: Duchy Albiona: Niedopałki (Ghosts of Albion: Embers) jako królowa Bodicea (głos)
- 2005: Supernova jako Laurie Stephenson

### Seriale TV
- 1982-85: Szpital miejski (General Hospital) jako Holly Sutton Scorpio
- 1984: Wyspa Ellis (Ellis Island) jako Violet Weiler
- 1984: Hotel jako Kelly Howland
- 1985: Hotel jako Kelly Howland
- 1985-87: Dynastia Colbych (The Colbys) jako Fallon Carrington Colby
- 1985-89: Dynastia (Dynasty) jako Fallon Carrington Colby (#2)
- 1987: Mike Hammer jako Jamie Jinx
- 1988: Napisała: Morderstwo (Murder, She Wrote) jako Pamela Leeds
- 1989: Moi dwaj tatusiowie (My Two Dads) jako Marcy
- 1992: Get a Life jako Tricia
- 1992-93: Szpital miejski (General Hospital) jako Holly Sutton Scorpio
- 1994: Diagnoza morderstwo (Diagnosis Murder) jako Cleopatra Quinlin
- 1994: Nowe przygody Supermana (Lois & Clark: The New Adventures of Superman) jako Arianna Carlin
- 1994-95: Agencja modelek (Models Inc.) jako Grayson Louder
- 1996: Opowieści z krypty (Tales from the Crypt) jako Yvonne
- 2003: Szpital Holby City (Holby City) jako Elizabeth Woods
- 2005: Lekarze (Doctors) jako Amanda Clay
- 2006: Szpital miejski (General Hospital) jako Holly Sutton Scorpio